# Oxyethira alaluz
Oxyethira alaluz är en nattsländeart som beskrevs av Lazar Botosaneanu 1980. Oxyethira alaluz ingår i släktet Oxyethira och familjen smånattsländor. Inga underarter finns listade i Catalogue of Life.